# Église Saint-Paul de Baelen
Pour les articles homonymes, voir Église Saint-Paul.
L'église Saint-Paul est un édifice religieux catholique sis au centre du village de Baelen dans la province de Liège, en Belgique. Datant de la première moitié du XVIe siècle, l'église possède l'un des onze clochers tors recensés en Belgique.

## Historique et description
Le vaisseau de cette église a été construit en style gothique dans la première moitié du XVIe siècle en remplacement d'un édifice médiéval détruit. Il comporte trois nefs de cinq travées avec des contreforts extérieurs à chaque travée.
L'imposante tour carrée édifiée en grands moellons de calcaire, de style roman pourrait dater du XIIe siècle mais a été rénovée au XVe siècle puis en 1773 comme indiqué sur une pierre de l'édifice (ANNO 1773 RENOVÂ). 
Le portail d'entrée datant de 1911 est surmonté d'un arc brisé et d'un oculus à quatre-feuilles. Une tourelle circulaire se dresse contre le côté sud de la tour jusqu'à mi-hauteur et un chevet à pans coupés est adjoint au côté nord.
L'église Saint-Paul possède un clocher tors qui tourne de 1/8e de tour de droite à gauche. L'origine de la torsion est controversée. 

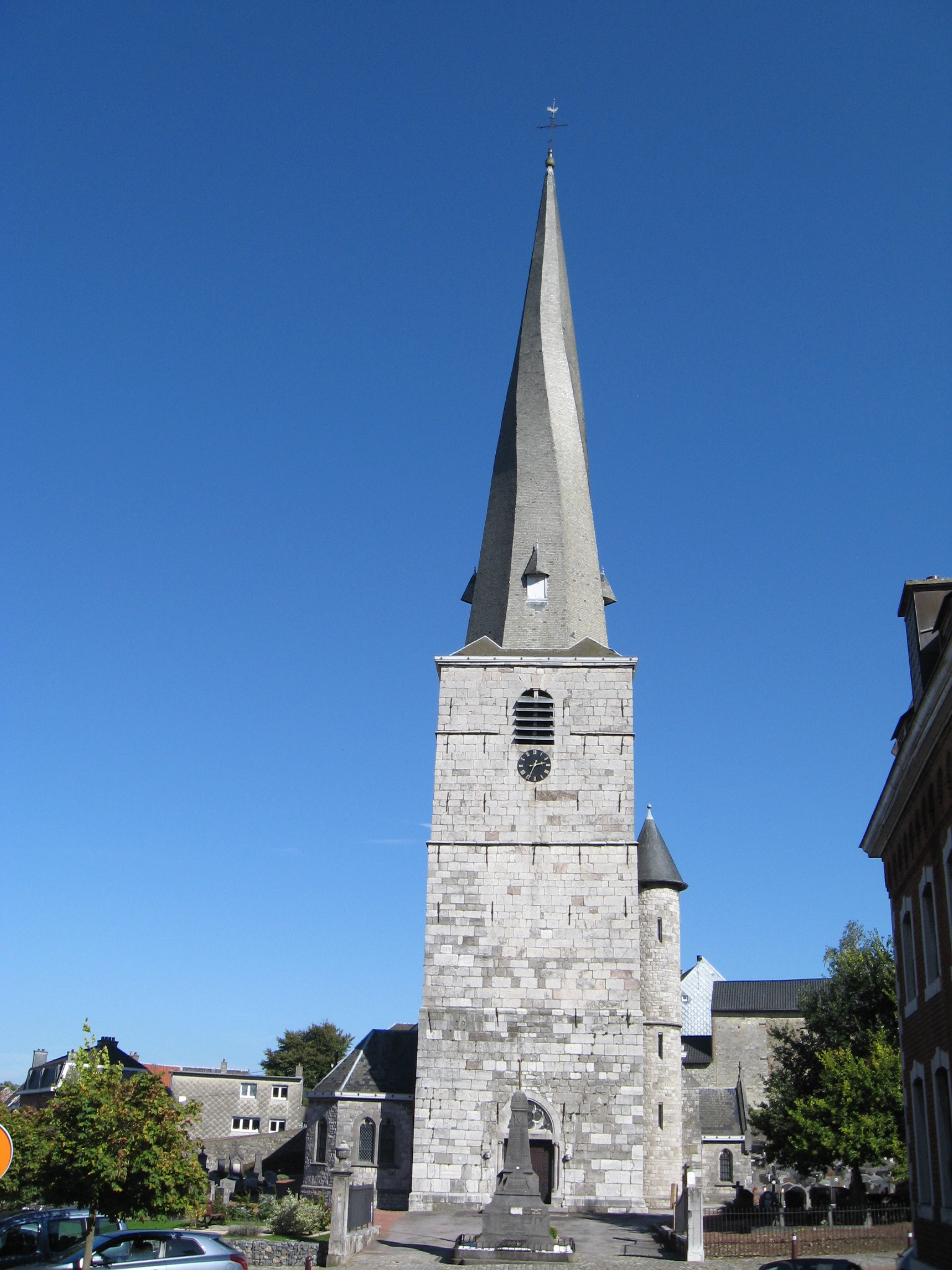